# Manoao
Manoao é um género de conífera pertencente à família Podocarpaceae.

## Distribuição
M. colensoi pode ser encontrada na Ilha Norte, de Te Paki ao sul até Monte Ruapehu. No entanto, é comum apenas no centro da Ilha Norte. Também é encontrada no oeste da Ilha Sul.